# Saint-Vincent-du-Boulay
Saint-Vincent-du-Boulay è un comune francese di 312 abitanti situato nel dipartimento dell'Eure nella regione della Normandia.

## Società

### Evoluzione demografica
Abitanti censiti